# Juglans soratensis
Juglans soratensis är en valnötsväxtart som beskrevs av Jacob Warren Manning. Juglans soratensis ingår i släktet valnötter, och familjen valnötsväxter. Inga underarter finns listade i Catalogue of Life.